# Jardín Botánico Chagual
El Jardín Botánico Chagual, también conocido como Jardín Botánico de Santiago, es un jardín botánico público de 44 hectáreas de extensión, en proyecto de desarrollo, enfocado en la preservación de plantas nativas de la zona climática mediterránea de Chile. Está administrado por la "Corporación Parque y Centro Cultural Botánico Chagual". 
Este jardín botánico es complementario al Sistema Nacional de Áreas Silvestres Protegidas del Estado (SNASPE) y es miembro de la Unión Internacional de Jardines Botánicos para la Conservación (BGCI), presentando trabajos para la Agenda Internacional para la Conservación en los Jardines Botánicos. 
Su código de identificación internacional como institución botánica, así como las siglas de su herbario es CHSAN. El jardín botánico recibe el nombre de "Chagual" gracias a la planta Puya chilensis, especie de planta endémica de Chile. 

## Localización
Se encuentra en el Parque Metropolitano de Santiago en pleno centro de Santiago de Chile.
Jardín Botánico Chagual Comodoro Arturo Merino Benítez N.º 3020, comuna de Vitacura, Santiago de Chile, Región Metropolitana de Santiago, Chile.
Planos y vistas satelitales.33°40′48″S 70°36′0″O / -33.68000, -70.60000
Se encuentra abierto al público todos los días del año.

## Historia
La idea, inicio y administración del proyecto de este jardín botánico está a cargo de la Corporación Parque y Centro Cultural Botánico Chagual, que es una Corporación Cultural Municipal sin fines de lucro creada en septiembre de 2002 e integrada por el Ministerio de Vivienda y Urbanismo, el Parque Metropolitano, la Municipalidad de Vitacura (quien la preside), el Instituto de Investigaciones Agropecuarias, la Fundación Chile y la Corporación del Patrimonio Cultural de Chile.
Se creó con la intención de complementar las colecciones de plantas nativas existentes en los jardines botánico nacionales de Jardín Botánico Nacional de Viña del Mar y Jardín Botánico de la Universidad Austral de Chile.
La localización en el Parque Metropolitano de Santiago y la afiliación de este jardín botánico a la Unión Internacional de Jardines Botánicos para la Conservación (BGCI) posibilitarán que cumpla un decisivo papel para que se pueda investigar y practicar en este ámbito.
Este jardín ostenta el Sello Bicentenario 2004, galardón que otorga el estado chileno, de cara a las celebraciones del 2010, año conmemorativo del Bicentenario de la República de Chile.

## Colecciones
El Jardín Botánico Chagual está enfocado a las plantas nativas de la zona de clima mediterráneo de Chile, de una gran riqueza en endemismos. En el caso de Chile, el 30% de las 3.160 plantas de esa zona son endémicas o exclusivas de allí.
Actualmente están formándose las colecciones de:
- Especies arbóreas, arbustivas y demás formas de crecimiento de los bosques de perennifolios (Beilschmiedia miersii y Cryptocarya alba; Cryptocarya alba y Peumus boldus; Lithraea caustica y Quillaja saponaria)

Los caducifolios (Nothofagus macrocarpa, N. obliqua, N. glauca, N. alessandrii),
Los espinosos y los bosques de olivillo (Kageneckia angustifolia) y de ciprés de la cordillera (Austrocedrus chilensis).  
- Bromeliaceae de Chile
- Amaryllidaceae y Liliaceae de las regiones de Chile.

Está previsto seguir ampliando la colección del jardín, con nuevas colecciones.